# 熊木杏里
熊木 杏里（くまき あんり、1982年1月27日 - ）は、日本の女性シンガーソングライター。長野県更埴市（現・千曲市）出身。身長153cm。血液型はB型。関東国際高等学校を経て目白学園女子短期大学卒。

## 略歴
1982年1月27日、長野県更埴市（現・千曲市）に生まれる。更埴市には10歳まで在住、その後東京都へ移住。
2001年3月、　日本テレビで放送された『嗚呼!バラ色の珍生!!』の歌手オーディションに参加。最終プレゼンで「時計」（デビューシングル『窓絵』収録）を歌唱。5210人の応募者からグランプリを獲得。
2002年2月21日、シングル『窓絵』でバップよりデビュー。
2003年3月26日、1stアルバム『殺風景』リリース。3月 - 9月、NHKで放送された連続テレビ小説『こころ』劇中挿入歌として楽曲「ヒトツ／フタツ」が起用される。
2004年11月、TBSで放送されたドラマ『3年B組金八先生』劇中挿入歌として楽曲「私をたどる物語」が使用される。
2005年2月23日、キングレコードに移籍。第1弾作品の2ndアルバム『無から出た錆』をリリース。楽曲「私をたどる物語」がテレビオンエアバージョンで収録され話題となり、同年4月6日にシングルカット。シングルには「ヒトツ／フタツ」が音源化され収録。
2006年8月、中島信也が監督を務めた資生堂企業CMに楽曲「新しい私になって」を提供。同曲は同年11月22日にシングル化。翌年第47回ACC CMフェスティバルにおいて特別賞ベストサウンズに選出。
2007年2月21日、シングル『春の風』をリリース。映画『バッテリー』主題歌に起用、前作「新しい私になって」のスマッシュヒットも相乗して各方面から話題を呼ぶ。4月、NHKで放送された土曜ドラマ『病院のチカラ〜星空ホスピタル〜』の主題歌に「最後の羅針盤」が使用される。同曲はテレビ放送から長らく着うたの配信限定曲として発表されCD化されなかったが、同年10月24日にアルバム『私は私をあとにして』で初のCD音源化となる。5月11日放送のフジテレビで放送されたドラマ『奇跡の動物園 2007 ～旭山動物園物語～』（吉俣良が音楽担当）の主題歌として「朝日の誓い」が使用される。同曲は同年7月25日にシングル『七月の友だち』に収録、中島信也によるユニクロ『Wide Leg』CMソングにも採用された。
2008年5月ユニクロ「ブラトップ」CMソングとして「夏の気まぐれ」が採用。12月18日、2009年のJRAテーマソングに「雨が空から離れたら」が採用されることが発表。
2009年の3月から、ytvで放送されている夕方の番組『かんさい情報ネットten.』のコーナー、「めばえ」のテーマ曲に「誕生日」が採用された。5月17日、東京競馬場で行なわれた「第4回ヴィクトリアマイル（G1）」の表彰式のプレゼンターを務めた。同年公開、武田鉄矢主演映画『降りてゆく生き方』の主題歌に新作書き下ろしの「ぼくらのあり方」（アルバム未収録曲）が採用。
2010年4月より、出身地・長野朝日放送のブロードキャストスローガンである「地球を守ろう!プロジェクト」のイメージソングとして、アルバム『はなよりほかに』収録「今日という日の真ん中」が採用。abn全時間帯の環境CM、協賛スポンサーCMや番組内でオンエアされる他、同局の開局イベント、地震復興支援特番などにも出演。
2011年5月公開、新海誠監督のアニメ映画『星を追う子ども』の主題歌に「Hello Goodbye & Hello」が採用される。10月、ワーナーミュージック・ジャパン移籍。10月5日にミニ・アルバム『and...Life』を発売。10月15日放送分より、テレビ朝日『土曜ワイド劇場』の9代目エンディングテーマ曲「今日になるから」が使用。
2012年2月21日、デビュー10周年を迎える。翌2月22日に7thアルバム『光の通り道』をリリース。
2013年3月31日、一般男性と結婚、妊娠を発表。9月28日、3878グラムの第1子の出産を9月29日付の公式サイト及びブログで発表。

## 概要

### 人物・音楽性
- 名前の由来は長野県更埴市（現・千曲市）の観光名所「あんずの里」より採られた。愛称は「あんりこ」。
- 井上陽水を尊敬する歌手として挙げている。彼のような独自の世界観を作りたく考えている。アコースティック・ギターを前面に押し出したフォークソング調の曲が多いのは父の影響も大きい。
- 『私は私をあとにして』までは全面的に吉俣良がプロデュース、編曲を行ってきたが、「春隣」からは岩瀬聡志と西垣哲二のタッグに変わった。このことにより吉俣が作曲を手掛けた未発表曲（「短話」など）の今後の扱いが注目される。
- 対人関係に悩んできたため、自他かかわらず“存在”を問い直した詞が多く、特に初期の頃はそのような内容の歌が彼女の代名詞となっていた。この強い疑問を投げかける着眼点は、次第に「戦争」という広い視野が要される分野や、「自立」という積極性を題材とした曲の制作に繋がり、4thアルバムからは「恋愛」について扱うようにもなる。そのため、インタビュアーはこの変化と照らし合わせて、今はどのような立ち位置にあるかということを彼女に問うことが多い。
- 読書やキャンペーンへの参加を元に詞を書くことも多い。「戦いの矛盾」収録曲「いつか七夕」は、横田早紀江が著した本を読み、実際に“座り込み”の現場へ行って、創られたものである。
- 主に詞先形式をとるが、他人と共同制作した曲では詞先、曲先の両方を経験している。
- 「私をたどる物語」は、作詞者が武田鉄矢だと知らされないまま詞が渡され、熊木が曲をつけた。吉俣の楽曲は、元来サウンドトラックとして存在したものに熊木が詞をつける形式をとっている。
- かつて将来の夢の選択肢として国語の先生があった。デビュー前には作詞のほか個人的な小説の執筆も行っていた。そのうち、大学2年生時に著した「鏡のない町」という作品はラジオ小説として「熊木杏里 WiLSONと一緒」で朗読された。

### エピソード
- 「私をたどる物語」は、もともとは武田鉄矢が歌う予定で熊木に作曲を依頼したが、その仮歌が収録されたデモテープを聞いた武田と番組スタッフが気に入り、そのまま歌うことになった。ただしドラマ最終回で流れた歌詞バージョンはCD化されていない。
- 「新しい私になって」は、当初はCMのみの使用で音源化の予定はなかったが、オンエア開始から話題となり反響が大きかったため、同年9月からはiTunes StoreでCMオンエアバージョンが配信開始、更には11月22日にはシングル化となった。ただしCDに収録されているバージョンとCMバージョンとでは歌詞が一部異なる部分がある。
- 「新しい私になって」は、作詞者であり多摩美術大学教授でもあるCMディレクターの中島信也が、大学で出した映像課題のとある提出作品の使用音楽に熊木の「私をたどる物語」が使用されていたことがきっかけで熊木の作曲センスに惚れ込み、熊木に作曲をオファーしたという。
- 「春の風」は、映画『バッテリー』の制作以前に小説を読んだ熊木が作った曲であるが、映画版の音楽担当が吉俣良であった縁で主題歌に採用された。

### 別名
自分からみた自分自身を把握するために、時期ごとに自らの心の中で別名を付けていたことがある。

## ディスコグラフィ

### シングル
| 枚   | 発売日         | タイトル                       | 備考                                   |
| ---- | -------------- | ------------------------------ | -------------------------------------- |
| 1st  | 2002年2月21日  | 窓絵                           |                                        |
| 2nd  | 2002年8月21日  | 咲かずとて                     |                                        |
| 3rd  | 2003年2月21日  | 今は昔                         |                                        |
| 4th  | 2005年4月6日   | 私をたどる物語                 |                                        |
| 5th  | 2006年1月25日  | 戦いの矛盾                     |                                        |
| 6th  | 2006年5月24日  | 流星                           |                                        |
| 7th  | 2006年11月22日 | 新しい私になって               |                                        |
| 8th  | 2007年2月21日  | 春の風                         |                                        |
| 9th  | 2007年7月25日  | 七月の友だち                   |                                        |
| 10th | 2008年5月21日  | 春隣                           |                                        |
| 11th | 2008年9月24日  | モウイチド                     |                                        |
| 12th | 2008年10月22日 | こと／誕生日                   | 「こと」は 熊木杏里 feat.清塚信也 名義 |
| 13th | 2009年4月8日   | 雨が空から離れたら             |                                        |
| 14th | 2009年6月17日  | 君の名前                       |                                        |
| 15th | 2012年1月18日  | 今日になるから                 |                                        |
| 16th | 2012年3月7日   | Love letter 〜桜〜             |                                        |
| 17th | 2016年9月21日  | End of the World／へたくそな唄 |                                        |
| 18th | 2018年3月24日  | 心ごと - U時間 -               | ライブ会場限定販売                     |

### 配信限定シングル
| 枚   | 発売日         | タイトル                             | 備考                                  |
| ---- | -------------- | ------------------------------------ | ------------------------------------- |
| 1st  | 2011年4月1日   | ホームグラウンド ～ふるさとへ～      |                                       |
| 2nd  | 2018年2月28日  | 心ごと - U時間 -                     | 3月24日にライブ会場限定CDとしても発売 |
| 3rd  | 2018年7月7日   | あわい                               |                                       |
| 4th  | 2019年5月13日  | Best Friend                          | Kiroroのカバー                        |
| 5th  | 2022年3月25日  | もうすぐ春なのに                     | 12ヶ月連続配信第1弾                   |
| 6th  | 2022年4月27日  | ここにある今日                       | 12ヶ月連続配信第2弾                   |
| 7th  | 2022年5月25日  | はなむけの歌                         | 12ヶ月連続配信第3弾                   |
| 8th  | 2022年6月29日  | 風が変わったように                   | 12ヶ月連続配信第4弾                   |
| 9th  | 2022年7月27日  | 僕の風景                             | 12ヶ月連続配信第5弾                   |
| 10th | 2022年8月24日  | 夢ならば                             | 12ヶ月連続配信第6弾                   |
| 11th | 2022年9月21日  | 心を知るよりも感じる方が性に合ってる | 12ヶ月連続配信第7弾                   |
| 12th | 2022年10月26日 | 秋の理由                             | 12ヶ月連続配信第8弾                   |
| 13th | 2022年11月30日 | 雅かなしや                           | 12ヶ月連続配信第9弾                   |
| 14th | 2022年12月21日 | 柊                                   | 12ヶ月連続配信第10弾                  |
| 15th | 2023年1月25日  | 火の粉                               | 12ヶ月連続配信第11弾                  |
| 16th | 2023年2月22日  | エンジン                             | 12ヶ月連続配信第12弾                  |

### アルバム
| 枚   | 発売日         | タイトル                           |
| ---- | -------------- | ---------------------------------- |
| 1st  | 2003年3月26日  | 殺風景                             |
| 2nd  | 2005年2月23日  | 無から出た錆                       |
| 3rd  | 2006年9月21日  | 風の中の行進                       |
| 4th  | 2007年10月24日 | 私は私をあとにして                 |
| 5th  | 2008年11月5日  | ひとヒナタ                         |
| 6th  | 2009年11月6日  | はなよりほかに                     |
| 7th  | 2012年2月22日  | 光の通り道                         |
| 8th  | 2014年12月17日 | 生きているがゆえ                   |
| 9th  | 2016年3月16日  | 飾りのない明日                     |
| 10th | 2017年6月28日  | 群青の日々                         |
| -    | 2018年3月21日  | 殺風景〜15th Anniversary Edition〜 |
| 11th | 2019年10月30日 | 人と時                             |
| 12th | 2020年11月11日 | なにが心にあればいい?              |
| 13th | 2022年11月23日 | 風色のしおり                       |
| 14th | 2024年11月27日 | 生きるとは                         |

### ミニ・アルバム
| 枚  | 発売日         | タイトル   |
| --- | -------------- | ---------- |
| 1st | 2011年10月5日  | and...Life |
| 2nd | 2012年12月12日 | 白い足あと |
| 3rd | 2014年3月26日  | 贈り物     |

### ベスト・アルバム
| 枚  | 発売日        | タイトル |
| --- | ------------- | -------- |
| 1st | 2010年3月10日 | 風と凪   |

### ライブ・アルバム
| 枚  | 発売日         | タイトル                                           |
| --- | -------------- | -------------------------------------------------- |
| 1st | 2017年6月28日  | LIVE TOUR 2016 飾りのない明日 〜An's Choice〜      |
| 2nd | 2019年10月30日 | LIVE ホントのライブベスト版 15th篇 〜An's Choice〜 |

### その他の作品
- 「バッテリー」オリジナルサウンドトラック (2007年3月7日)
映画『バッテリー』主題歌「春の風 (Cinema ver.)」を収録。
- 吉田拓郎トリビュート～結婚しようよ～ (2008年2月2日)
「夏休み」をカバー収録。
- ぼくらのあり方 (2009年2月25日)
映画『降りてゆく生き方』主題歌とカラオケバージョン2種を収録した熊木杏里名義のシングル。映画を製作・配給する一般社団法人『降りてゆく生き方』の方針により、上映会場限定で販売されていた。熊木の他のCDには収録されず、ラジオ番組や有線放送などでの聴取者リクエストによる放送もできない。
- 想いうた～歌姫エール・ソングス (2009年3月18日)
「新しい私になって」を収録。2006年のシングル。
- a circus troupe ～Gravity's Clowns: Music from and inspired by the motion picture～ (2009年5月20日)
映画『重力ピエロ』イメージソング「光」を収録。この曲は、アルバム『はなよりほかに』の初回限定盤にもボーナストラックとして収録された。
- Long Long Love Song (2017年7月26日)
麻枝准とのコラボレーションによる麻枝准×熊木杏里名義のオリジナルコンセプトアルバム。全13曲。DVD付初回盤、CDのみ通常盤での発売。

#### 提供曲
- 大竹佑季 「天使が舞い降りてくる日」（2005年）
作詞のみ、大竹との共作。シングルの表題曲。
- 新垣結衣 「扉」（2010年）
3rdアルバム『虹』収録。
- Tiara 「ゆみはりづき」（2013年）
4thアルバム『Emotion』収録。

## タイアップ
| 曲名                                         | タイアップ |
| -------------------------------------------- | --- |
| 窓絵                                         | 日本テレビ『ぐるぐるナインティナイン』『ロンブー龍』『ウルトラショップ』各エンディングテーマ                                  |
| 咲かずとて                                   | 日本テレビ『AX MUSIC-TV』AX POWER PLAY #011（エンディングテーマ）                                                             |
| 今は昔                                       | STV『爆笑問題のススメ』・KRY『三宅裕司のドシロウト』各エンディングテーマ                                                      |
| 私をたどる物語                               | TBS『3年B組金八先生』劇中挿入歌                                                                                               |
| ヒトツ／フタツ                               | NHK連続テレビ小説『こころ』劇中挿入歌                                                                                         |
| 流星                                         | テレビ東京『奥さまは外国人』エンディングテーマ                                                                                |
| しんきろう                                   | フジテレビ『離島医療にかけるDr.コトーたち』エンディングテーマ                                                                 |
| 君                                           | 南日本放送 開局50周年キャンペーンソング（2003年度・キャンペーン終了後も深夜の天気予報にてBGMとして使用された）                |
| 新しい私になって                             | 資生堂企業広告「新しい私になって」篇CMソング                                                                                  |
| 新しい私になって                             | いっしょに歌お!CBCラジオ2006年12月の歌                                                                                        |
| 朝の夜ふかし (a theme song of radio program) | HBCラジオ『熊木杏里 朝の夜更かし』テーマソング                                                                                |
| 春の風                                       | 全国東宝系公開映画『バッテリー』主題歌                                                                                        |
| 最後の羅針盤                                 | NHK土曜ドラマ『病院のチカラ～星空ホスピタル～』主題歌                                                                         |
| ゴールネット                                 | HC日光アイスバックス公式応援ソング                                                                                            |
| 朝日の誓い                                   | フジテレビスペシャルドラマ『奇跡の動物園 2007 ～旭山動物園物語～』主題歌                                                      |
| 朝日の誓い                                   | ユニクロ『Wide Leg』CMソング                                                                                                  |
| 一等星                                       | ロッテチョコレート『紗々』CMソング                                                                                            |
| ひみつ                                       | ユニクロ『ヒートテックインナー』CMソング                                                                                      |
| 春隣                                         | ニッセイ同和損害保険企業CM「願いのそばにいる、保険です」編CMソング                                                            |
| 時の列車                                     | 京王グループ「京王×高尾山」企業CMソング                                                                                       |
| 夏の気まぐれ                                 | ユニクロ『ブラトップ』CMソング                                                                                                |
| モウイチド                                   | 映画『Happyダーツ』主題歌 |
| こと                                         | 映画『天国はまだ遠く』エンドロール歌                                                                                          |
| 誕生日                                       | NTT東日本『DENPO』CMソング |
| 誕生日                                       | 読売テレビ『かんさい情報ネットten!』・高知放送『こうちeye』・テレビ金沢『となりのテレ金ちゃん』のコーナー『めばえ』のテーマ曲 |
| 青春たちの声がする                           | RCCラジオステーションジングル                                                                                                 |
| やっぱり                                     | ロッテチョコレート『紗々京物語』CMソング                                                                                      |
| 雨が空から離れたら                           | 2009年JRAブランドCMソング |
| my present                                   | MBSドラマ『親孝行プレイ』エンディングテーマ                                                                                   |
| 花言葉                                       | 京王グループ2009「京王×高尾山」CMソング                                                                                       |
| 桜見る季節                                   | 郡山健康科学専門学校CMソング                                                                                                  |
| ぼくらのあり方                               | 映画『降りてゆく生き方』主題歌                                                                                                |
| 君の名前                                     | NHK『ワンダー×ワンダー』エンディングテーマ                                                                                    |
| Hello Goodbye & Hello                        | アニメ映画『星を追う子ども』主題歌                                                                                            |
| Flag                                         | 岐阜の柳ヶ瀬123計画PRソング                                                                                                   |
| hotline                                      | TBCエステチケット「風」篇・「雨」篇CMソング                                                                                   |
| 今日という日の真ん中                         | abn 長野朝日放送 地球を守ろう!プロジェクト イメージソング・協賛スポンサーCMソング（2010/4月～2018）                           |
| 今日になるから                               | テレビ朝日『土曜ワイド劇場』9代目エンディングテーマ                                                                           |
| お祝い                                       | セディナCMソング |
| 願いの糸                                     | J-WAVE『Jam the WORLD』エンディングテーマ                                                                                     |
| ファイト                                     | 大成建設「ボスポラス海峡トンネル」篇CMソング                                                                                  |
| 一千一秒 -2013ver.-                          | たまひよ・こどもちゃれんじ合同ＣＭ「しあわせをそだてよう」篇 ＣＭソング                                                       |
| ねがいごと                                   | ベネッセコーポレーション「ウィメンズパーク」 熊木杏里「子どもにプレゼントされたしあわせの瞬間について話そう」コラボ曲         |
| 掌                                           | 長野銀行イメージソング |
| Best Friend                                  | 損保ジャパン日本興亜CMソング『気をつけて』編                                                                                  |
| 君の文字                                     | アニメ『Charlotte』第13話エンディングテーマ                                                                                   |

## ラジオ

### 放送中
- 熊木杏里 夢のある喫茶店（HBCラジオ）毎週土曜日　28:20〜28:40
  - 信越放送 毎週日曜日 24:00〜24:20

### 放送終了
- 熊木杏里 Stop Over ～旅定食二千五～（NACK5）- 2005年7月 - 2007年12月
- 熊木杏里の夜なよな白書　（東海ラジオ）- 2005年4月 - 2007年3月
- 熊木杏里 WiLSONと一緒（FM YOKOHAMA） - 2002年10月 - 2003年12月
- Groove from K-west（bay fm） - 2003年4月 - 2003年9月 「水曜K-westフレンド」枠内放送
- 熊木杏里 朝の夜ふかし（HBCラジオ） - 2004年4月 - 2005年3月　第31回放送文化基金賞ラジオ番組賞受賞作品

- 北緯四十三度の神話〔ラジオドラマ・自身も出演〕（HBCラジオ、MBSラジオ共同制作） 2006年12月24日 16:00～17:30

### ゲスト
- TownCrossing - FMPORT（2007年1月5日、コメントのみ）

## 対談
- 精神分析医 藤田博史との対談「創作の深層心理」（2007年）「春隣」（2008年）（新宿 精神分析的実験バー《CREMASTER》）

## ライブ（ソロ）
2005年
熊木杏里 ライブ2005　～時を出た時間～　9月30日（金） SHIBUYA duo MUSIC EXCHANGE
2007年
熊木杏里アコースティックライブ　～しんきろう～　5月29日（火） 原宿アストロホール　
熊木杏里アコースティックライブツアー　～八月の友だち～
1. 8月23日（木） 原宿アストロホール　
2. 8月24日（金） 原宿アストロホール
3. 8月29日（水） ell Fits ALL（名古屋）
4. 9月2日（日） OSAKA MUSE

熊木杏里ライブツアー　～私は私をあとにして～
1. 11月13日（火） ボトムライン（名古屋）
2. 11月14日（水） BIG CAT（大阪）
3. 11月16日（金） Shibuya O-EAST
4. 11月22日（木） CLAPS HALL（札幌）
5. 11月29日（木） ROOMS （福岡）

2008年
熊木杏里 Spring Tour2008
1. 3月21日（金） BIG CAT
2. 3月28日（金） ボトムライン
3. 4月2日（水） 赤坂BLITZ（東京）

熊木杏里ライブツアー2008〜ひとヒナタ〜
1. 11月9日（日） KYOTO MUSE（京都）
2. 11月19日（水） KRAPS HALL（札幌）
3. 11月23日（日） 窓枠（浜松)
4. 11月24日（月） Live Cafe Jive（広島）
5. 11月26日（水） Gate's7（福岡）
6. 11月27日（木） ボトムライン
7. 11月29日（土） BIG CAT
8. 12月3日（水） 東京国際フォーラム・ホールC

2009年
熊木杏里 SPRING TOUR 2009 〜花詞〜
1. 4月25日（土） なんばHatch
2. 4月29日（水） ボトムライン
3. 5月9日（土） 東京グローブ座
4. 5月10日（日） 東京グローブ座

熊木杏里 2009 autumn Tour 〜はなよりほかに〜
1. 11月6日（金） 広島クラブクアトロ
2. 11月7日（土） Gate's7（福岡）
3. 11月13日（金） なんばHatch
4. 11月15日（日） 東京国際フォーラム・ホールC
5. 11月22日（日） K-MIX　space-K（浜松）
6. 11月23日（月） 名古屋ダイアモンドホール

2010年
FFA present's SELECTION LIVE 熊木杏里「秋の四つ葉のクローバー」 
1. 9月27日（月） Mt.RAINIER HALL SHIBUYA PLEASURE PLEASURE
2. 9月28日（火） Mt.RAINIER HALL SHIBUYA PLEASURE PLEASURE

2011年
熊木杏里CONCERT 2011
1. 1月22日（土） 東京国際フォーラム・ホールC

熊木杏里TOUR 2011「and ... Life」
1. 12月9日（金） Umeda AKASO（大阪）
2. 12月11日（日） 東京国際フォーラム・ホールC
3. 12月23日（金） ボトムライン

熊木杏里 クリスマスコンサート 2011 〜ふるさとへ〜　12月18日（日） 千曲市更埴文化会館（長野）
2012年
熊木杏里 LIVE 2012 10th Anniversary Year Concert 光の通り道 ～one night road～　5月6日（日） 渋谷公会堂
熊木杏里 10th Anniversary X'mas Concert 2012 ～tapestry～
1. 12月23日（日） Mt.RAINIER HALL SHIBUYA PLEASURE PLEASURE
2. 12月24日（月） Mt.RAINIER HALL SHIBUYA PLEASURE PLEASURE

2013年
熊木杏里 LIVE TOUR 2013 Close to you ～白い足あと～
1. 3月16日（土） 長野NBSホール
2. 3月20日（水） ボトムライン
3. 3月21日（木） 心斎橋Music Club JANUS
4. 3月24日（日） PENNY LANE 24（札幌）
5. 3月31日（日） Zepp Divercity Tokyo

2014年
熊木杏里 LIVE TOUR 2014 「贈り物」
1. 3月29日（土） ザ・フェニックスホール（大阪）
2. 4月5日（土） EX THEATER ROPPONGI

熊木杏里 Live from Works　11月7日（金） 東京キネマ倶楽部
熊木杏里 Xmas concert 2014
1. 12月17日（水） umeda AKASO（Xmas concert 2014 ～なんのために…誰のために～）
2. 12月18日（木） umeda AKASO（Xmas concert 2014 ～君のために…ぼくのために～）
3. 12月22日（月） Mt.RAINIER HALL SHIBUYA PLEASURE PLEASURE（Xmas concert 2014 ～想い出からの旅～）
4. 12月23日（火） Mt.RAINIER HALL SHIBUYA PLEASURE PLEASURE（Xmas concert 2014 ～尊いものたち～）
5. 12月24日（水） Mt.RAINIER HALL SHIBUYA PLEASURE PLEASURE（Xmas concert 2014 ～それらを含む全ての今へ～）

2015年
熊木杏里 LIVE TOUR 2015 「生きているがゆえ」
1. 4月11日（土） ビルボードライブ東京
2. 4月18日（土） 長野NBSホール
3. 5月3日（日） ビルボードライブ大阪
4. 5月17日（日） 名古屋ブルーノート

2016年
熊木杏里 LIVE TOUR 2016 「飾りのない明日」
1. 5月5日（木） 大阪・フェニックスホール
2. 5月8日（日） 東京・キネマ倶楽部
3. 6月1日（水） 長野・長野市芸術館
4. 6月25日（土） 札幌・ペニーレーン24
5. 6月26日（日） 名古屋・ボトムライン
6. 7月16日（土） ヤマハホール

熊木杏里2016夏日初见巡回演唱会 風の記憶（风的记忆）
1. 6月3日（金） 広州・中山紀念堂
2. 6月4日（土） 上海・上交音乐厅
3. 6月5日（日） 北京・世纪剧院

2017年
An's meeting ～歳歌抄～初夏篇
1. 6月27日（火） 名古屋・ボトムライン
2. 6月28日（水） 大阪・あいおいニッセイ同和損保ザ・フェニックスホール
3. 7月1日（土） 東京・日本橋三井ホール

An's meeting　〜 Long Long Love Song〜 STANDING Ver．　10月11日（水） 東京・渋谷TSUTAYA O-WEST
An's meeting 〜ゆるり音響学物語〜 三姉妹篇
1. 10月21日（土） 札幌・ペニーレーン24
2. 10月29日（日） 大阪・南港サンセットホール
3. 11月11日（土） 広島・LIVE Cafe Jive
4. 11月12日（日） 福岡・brick

〜熊木杏里出道15周年纪念巡回演唱会〜 “雪的物语”
1. 12月21日（木） 広州星海音楽庁大庁
2. 12月22日（金） 深圳南山文体中心劇院
3. 12月24日（日） 無錫人民大会堂
4. 12月26日（火） 上海美琪大劇院
5. 12月27日（水） 重慶労働文化宮
6. 12月28日（木） 成都・西女単国際劇場
7. 12月30日（土） 大連開発区大劇院
8. 12月31日（日） 北京・疆進酒

2018年
An's meeting 〜ホントのライブベスト版〜 15th篇　3月24日（土） 東京国際フォーラム・ホールC
熊木杏里　ベースと鍵盤の愛だ。　7月15日（日） 横浜ランドマークホール
ベースと鍵盤の愛だ。〜名古屋だ〜　10月20日（土） 名古屋Electric Lady Land(E.L.L)
もしもサンタになれたなら　12月25日（火） 東京・日本橋三井ホール
2019年
熊木杏里アコースティックライブ　wandering note 〜北の国から〜　1月13日（日） 札幌・カフェCHI-MM
ベースと鍵盤の愛だ
1. 4月13日（土） 北京・M空間
2. 4月14日（日） 上海美琪大戯院

wandering note ～南の島から～【熊木杏里を語る会～熟考】　7月14日（日） 沖縄・OUTPUT
月と弦
1. 10月25日（金） 西安音乐厅
2. 10月26日（土） 広州中山記念堂
3. 10月27日（日） 杭州大劇院

熊木杏里 2019 LIVE「人と時」　11月2日（土） 日本橋三井ホール
2020年
熊木杏里コンサート #An_semble ～再会～／～再開～
1. 11月21日（土） 日本橋三井ホール
2. 11月22日（日） 日本橋三井ホール

2021年
ここにある今日 ～君は春隣～　3月12日（金） 日本橋三井ホール
ここにある今日 ～蛍の声～　6月19日（土） 大手町三井ホール
ここにある今日 ～風船葛の願い～　9月23日（木） 日本橋三井ホール
ここにある今日 ～はじまりの雪～　12月12日（日） 大手町三井ホール
2022年
熊木杏里20th Anniversary Live “今日からの歌”　5月22日（日） 東京国際フォーラム・ホールC
熊木杏里CONCERT2022 ～my nostalgia～　7月3日（日） 信州の幸 あんずホール